# 逆行態
逆行形（ぎゃっこうけい、英語：inverse form）は、他動詞節の被動者項の有生性が、動作主項の有生性よりも高いことを示す動詞の形式。語形変化を伴わない場合を含め、逆行態（ぎゃっこうたい）ということもある。被動者項の有生性が動作主項の有生性より低い場合は順行形（じゅんこうけい、direct form）が用いられる。
逆行態自体は言語を問わず見られるが、日本語のような主題優勢言語においては、一般的に逆行態は好まれない。例えば「そのニュースは我々を驚かせた。」のような逆行態の文は日本語使用者に違和感を感じさせる。この場合、有生性の高い主体を主題としての主語とし「我々はそのニュースに驚いた。」と表現される。

## 例
典型的な例は北米のアルゴンキン語派に見られる。アルゴンキン語派では、「二人称＞一人称＞三人称近接形 (proximate)＞三人称疎遠形 (obviative)」の階層の中で、被動者項が動作主項よりも左側にある場合に、逆行形が用いられる。
| (1) | ne             | -waapam | -aa   | -wa |  |
|     | 1SG            | -見る   | -順行 | -3  |  |
|     | 私は彼を見る。 |         |       |     |  |
| (2) | ne             | -waapam | -ek   | -wa |  |
|     | 1SG            | -見る   | -逆行 | -3  |  |
|     | 彼は私を見る。 |         |       |     |  |
(1)では、見られる「彼」が見る「私」よりも階層の左にないので、順行形が用いられている。 (2)では見られる「私」が見る「彼」よりも階層の左にあるので逆行形が用いられる（例はフォックス語、Comrie 1989: 129）。